# Albatros C.VI
L'Albatros C.VI era un monomotore biplano da ricognizione sviluppato dall'allora azienda tedesco imperiale Albatros Flugzeugwerke GmbH negli anni dieci del XX secolo.
Sviluppo del precedente Albatros C.III, dal quale se ne distingueva essenzialmente per l'adozione di una motorizzazione più potente, venne prodotto in piccola serie ed introdotto nel 1916 come equipaggiamento dei reparti da ricognizione della Luftstreitkräfte, la componente aerea del Deutsches Heer (l'esercito imperiale tedesco).

## Utilizzatori
Germania
- Luftstreitkräfte